# Cremastocheilus knochii
Cremastocheilus knochii är en skalbaggsart som beskrevs av Leconte 1853. Cremastocheilus knochii ingår i släktet Cremastocheilus och familjen Cetoniidae. Inga underarter finns listade i Catalogue of Life.